# Amadou Tidiane Tall
Amadou Tidiane Tall (ur. 22 czerwca 1975 w Kadiogo) – burkiński piłkarz grający na pozycji pomocnika.

## Kariera klubowa
Karierę piłkarską Tall rozpoczął w klubie Étoile Filante ze stolicy kraju Étoile Filante. W jego barwach zadebiutował w pierwszej lidze burkińskiej. W 1999 roku osiągnął swój pierwszy sukces w karierze, gdy zdobył Puchar Burkiny Faso. W latach 2000, 2001 i 2003 także sięgnął po to trofeum. W 2001 roku wywalczył swój pierwszy tytuł mistrza kraju, a w 1999 i 2003 zdobył też Superpuchar Burkiny Faso.
W połowie 2003 roku Tall przeszedł do algierskiego USM Blida. Przez 3 sezony grał w nim w pierwszej lidze algierskiej i rozegrał w tym okresie 27 spotkań. W 2005 roku wrócił do Étoile Filante i w tamtym roku wywalczył z nim puchar kraju. Z kolei w sezonie 2007/2008 sięgnął po dublet. W sezonie 2009/2010 grał w Rail Club du Kadiogo.

## Kariera reprezentacyjna
W reprezentacji Burkiny Faso Tall zadebiutował w 2000 roku. W tym samym roku podczas Pucharu Narodów Afryki 2000 rozegrał 2 mecze: z Zambią (1:1) i z Egiptem (2:4). W 2004 roku został powołany do kadry na Puchar Narodów Afryki 2004 i wystąpił tam w jednym meczu, z Kenią (0:3). Od 2000 do 2004 roku wystąpił w kadrze narodowej 14 razy.